# Cryphia diehli
Cryphia diehli là một loài bướm đêm trong họ Noctuidae.